# راچستر، ویکتوریا
راچستر (به انگلیسی: Rochester) یک منطقهٔ مسکونی در استرالیا است که در ویکتوریا (استرالیا) واقع شده‌است.